# شيانوكو
شيانوكو هي بلدية في مدينة تورين الحضرية في منطقة بيدمونت الإيطالية، وتقع على بعد حوالي 45 كيلومتر (28 ميل) غرب تورينو في وادي سوزا.
حتى الحقبة الفاشية، كان يعرف باسم شيانوك.